# Чудовишта против ванземаљаца
Чудовишта против ванземаљаца (енгл. Monsters vs. Aliens) је амерички компјутерски анимирани научно-фантастични комични филм из 2009. године у продукцији DreamWorks Animation, а у дистрибуцији компаније Paramount Pictures. Филм су режирали Конрад Вернон и Роб Летерман, а у њему се појављују гласови Сет Роген, Рис Видерспун, Хју Лори, Вил Арнет, Кифер Садерланд, Рејн Вилсон, Пол Рад и Стивен Колбер.